# 郭钦 (新朝)
| 姓名           | 郭欽                              |
| 時代           | 新朝                              |
| 生卒年         | 〔不詳〕                          |
| 字・別号       | 〔不詳〕                          |
| 本貫・出身地等 | 〔不詳〕                          |
| 職官           | 戊己校尉〔新朝〕→九虎将軍〔新朝〕 |
| 爵位・号等     | 侯〔更始帝〕                      |
| 陣营・所属等   | 新朝→更始帝                       |
| 家族・一族     | 〔不詳〕                          |

郭欽（?—?），新朝武将，王莽属下将軍之一。

## 生平
天鳳三年（16年），新朝五威将王駿討伐焉耆国，属下西域兵反乱，王駿身亡。戊己校尉郭钦稍后抵达焉耆，焉耆军队还没有返回，郭钦发动袭击，屠杀老弱，取道车师入塞回国。
地皇四年（23年）秋，郭欽被王莽任命为九虎将軍之一，討伐弘農郡析县的变民军邓晔、于匡。九虎将軍家族被王莽作为人質，九虎将軍率精鋭部隊负责首都警備，王莽惜財貨，九虎将軍部隊兵士的薪水僅四千钱，于是士气低落。郭欽和其他八位将軍，在弘農郡华阴县回谿要衝守備，被鄧曄、于匡大敗。
結果，九虎将軍中的王況、史熊回京而死，四虎逃亡。剩下的三虎郭欽、陳翬、成重收残兵，和賞都大尹王欽守備京師倉（华阴县北）。王莽被殺害，新朝滅亡，郭欽和王欽投降更始帝。更始帝封二人为侯。以後，郭欽事迹不明。